# Dolina Czarna Gąsienicowa

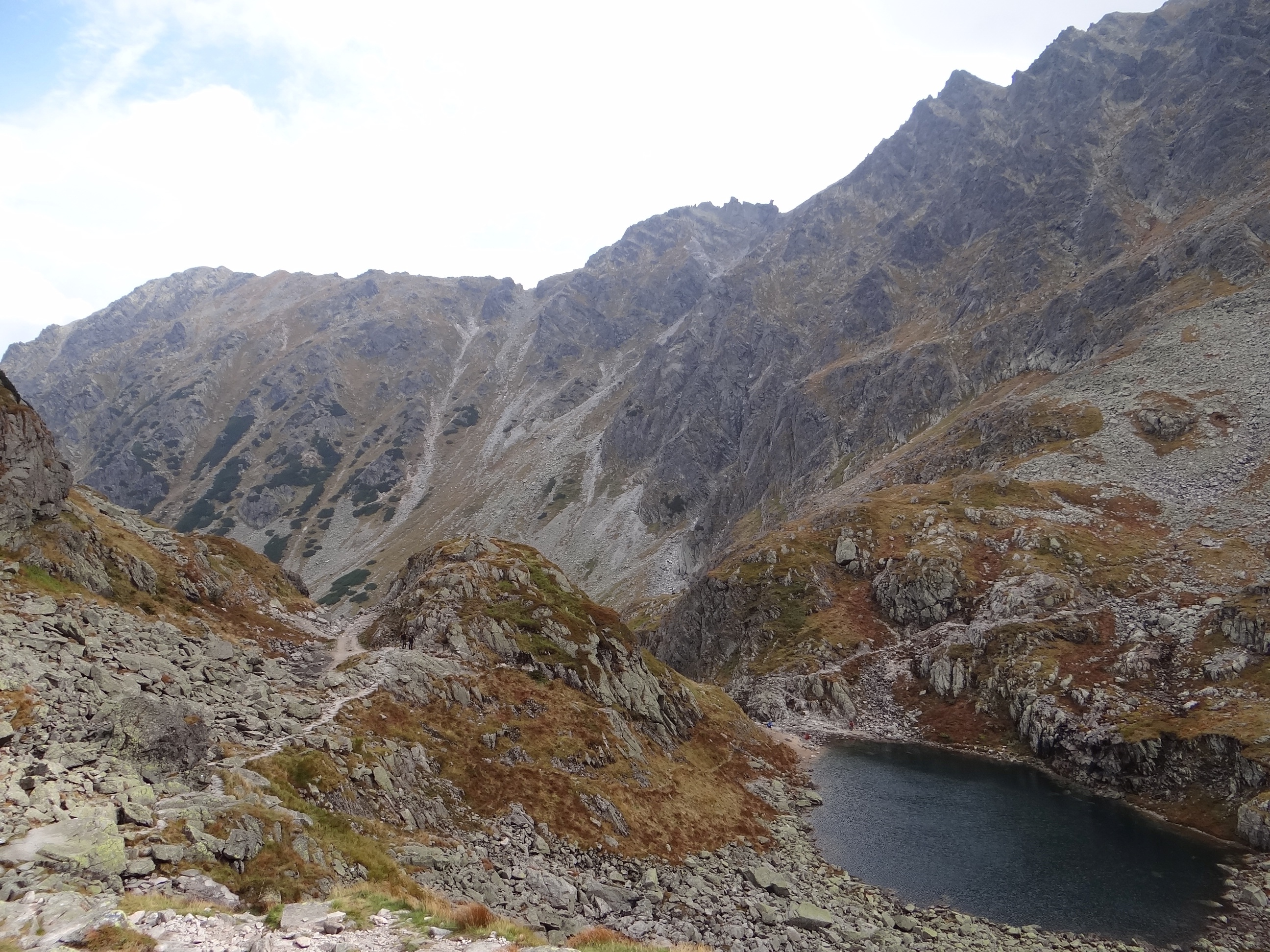
Oberer Bereich mit Karsee Zmarzły Staw Gąsienicowy

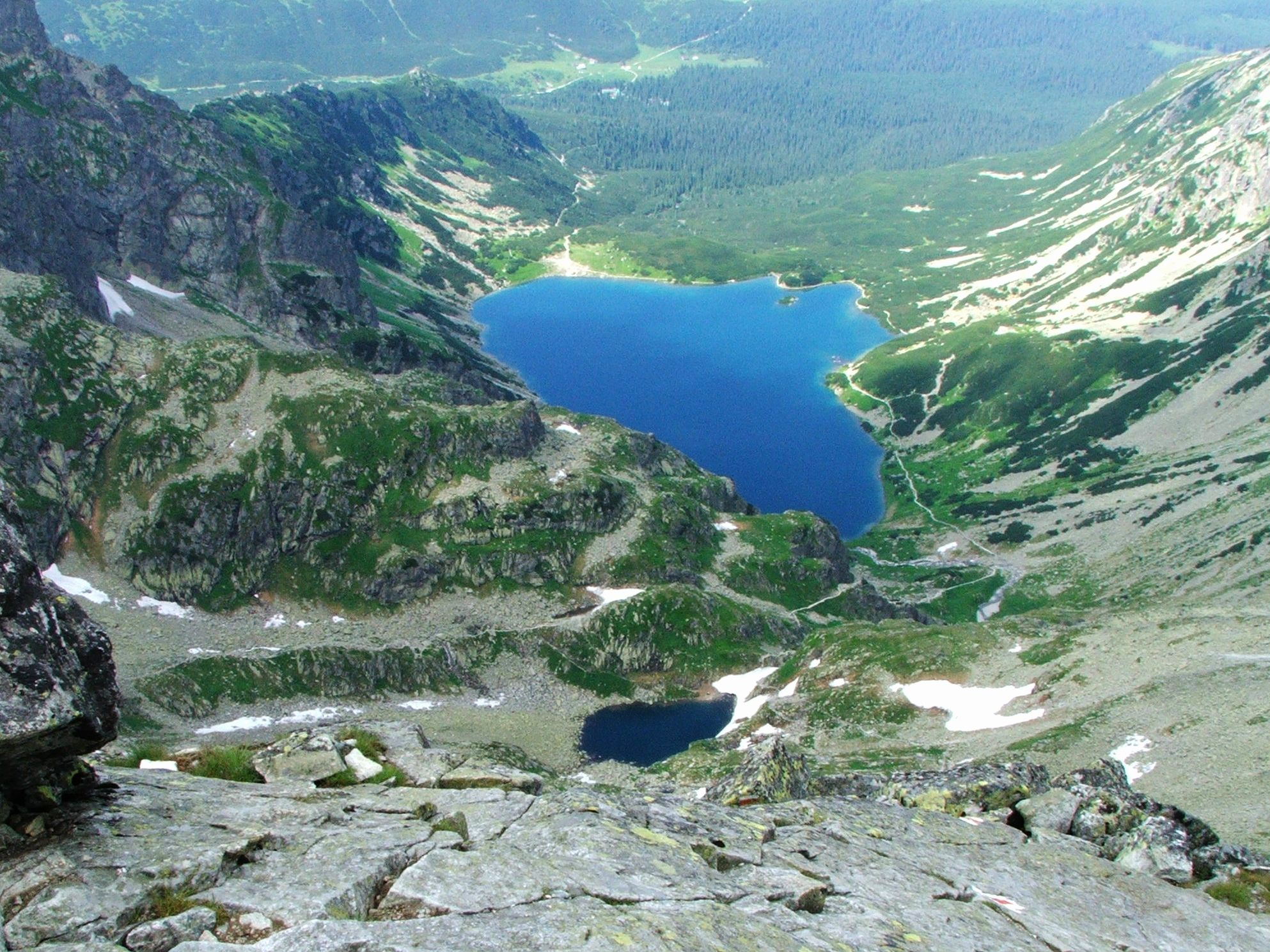
Blick vom Höhenweg Orla Perć auf die Karseen Zmarzły Staw Gąsienicowy und Czarny Staw Gąsienicowy im Tal

Die eiszeitlich durch Gletscher geformte Dolina Czarna Gąsienicowa ist ein Seitental des Tals Dolina Suchej Wody Gąsienicowej, konkret ihres oberen Verlaufs als Dolina Gąsienicowa, in der polnischen Hohen Tatra in der Woiwodschaft Kleinpolen. 

## Geographie
Das Tal ist rund 6,5 km lang und von über 2200 m hohen Bergen umgeben, u. a. Zawratowa Turnia, Skrajny Granat, Wierch pod Fajki, Żółta Turnia, Mały Kościelec und Kościelec.
Das Tal fällt von Osten nach Westen von ca. 2200 Höhenmetern auf 1424 Höhenmeter herab. Es wird von dem Gebirgsbach Czarny Potok Gąsienicowy durchflossen, der in die Sucha Woda Gąsienicowa mündet. Der Bach fließt teilweise unterirdisch. Im oberen Bereich befindet sich das Hängetal Dolina Kozia und die Karkessel Kościelcowy Kocioł, Kocioł Czarnego Stawu Gąsienicowego und Kocioł Zmarzłego Stawu Gąsienicowego. In den letzten beiden befinden sich die Karseen Czarny Staw Gąsienicowy und der Zmarzły Staw Gąsienicowy. Im unteren Bereich befindet sich der Nadelwald Las Gąsienicowy.

## Etymologie
Der Name lässt sich übersetzen als „Schwarzes Gąsienica Tal“. Die Gąsienic waren eine bedeutende Familie aus Zakopane in der Region Podhale am Fuße der Hohen Tatra, denen das Tal, insbesondere die Alm Hala Gąsienicowa, gehört hat. Die Bezeichnung „Schwarz“ kommt vom Schwarz der Granitfelsen, die das Tal umgeben.

## Flora und Fauna
Das Tal liegt unterhalb und oberhalb der Baumgrenze. Es ist Rückzugsgebiet für Hirsche, Bären, Luchse, Wölfe und Steinadler.

## Klima
Im Tal herrscht Hochgebirgsklima.

## Almwirtschaft
Vor der Errichtung des Tatra-Nationalparks im Jahr 1954 wurde das Tal seit dem 17. Jahrhundert für die Almwirtschaft genutzt. Danach wurden die Eigentümer der Almen enteignet bzw. zum Verkauf gezwungen.

## Tourismus
Im Tal befinden sich zahlreiche Wanderwege. 
- ▬ Ein blau markierter Wanderweg führen von der Schutzhütte Schronisko PTTK Murowaniec durch das Tal am Bergsee Czarny Staw Gąsienicowy zum Bergpass Zawrat.
- ▬ Ein grün markierter Wanderweg führt von dem Berg Wierchporoniec zur Berghütte Schronisko PTTK Murowaniec.
- ▬ Ein gelb markierter Wanderweg führt von der Berghütte Schronisko PTTK Murowaniec auf den Bergpass Krzyżne.
- ▬ Ein schwarz markierter Wanderweg vom Bergsee Czarny Staw Gąsienicowy über den Gipfel Mały Kościelec und den Bergpass Karb auf den Gipfel Kościelec.
- ▬ Ein gelb markierter Wanderweg vom Bergsee Czarny Staw Gąsienicowy auf den Gipfel Skrajny Granat.
- ▬ Ein gelb markierter Wanderweg vom Bergsee Zmarzły Staw Gąsienicowy auf den Bergpass Kozia Przełęcz.
- ▬ Ein grün markierter Wanderweg vom Bergsee Zmarzły Staw Gąsienicowy auf den Berg Zadni Granat.
- ▬ Ein schwarz markierter Wanderweg zweigt von dem ▬ grün markierten Wanderweg auf den Bergpass Przełączka nad Dolinką Buczynową ab.

Oberhalb des Tals führt der Höhenweg Orla Perć, den man auf den markierten Wanderwegen vom Tal erreichen kann.
Auf der Alm Hala Gąsienicowa, die an der Stelle liegt, wo das Tal mit dem Tal Dolina Gąsienicowa zusammen kommt, befindet sich die Berghütte Schronisko PTTK Murowaniec.

## Panorama

Panorama des Tals im Kessel des Bergsees Czarny Staw Gąsienicowy